# Lista dos presidentes da CNI e do Conselho Nacional do SENAI
Esta é uma lista dos presidentes da Confederação Nacional da Indústria (CNI) e do Conselho Nacional do Serviço Nacional de Aprendizagem Industrial (SENAI).
| Nº | Nome                                | Período         | Local de nascimento |
| -- | ----------------------------------- | --------------- | ------------------- |
| 1  | Euvaldo Lodi                        | 1938 – 1954     | Minas Gerais        |
| 2  | Augusto Viana Ribeiro dos Santos    | 1954 – 1956     | Bahia               |
| 3  | Lídio Lunardi                       | 1956 – 1961     | Minas Gerais        |
| 4  | 1.ª e 2.ª Juntas Governamentais     | 1961 – 1962     |                     |
| 5  | Haroldo Correia Cavalcanti          | 1962 – 1964     |                     |
| 6  | 3.ª Junta Governamental             | 1964 – 1964     |                     |
| 7  | Edmundo de Macedo Soares e Silva    | 1964 – 1968     | Rio de Janeiro      |
| 8  | Thomás Pompeu de Souza Brasil Netto | 1968 – 1977     | Rio de Janeiro      |
| 9  | Domício Velloso da Silveira         | 1977 – 1980     | Pernambuco          |
| 10 | Albano Franco                       | 1980 – 1994     | Sergipe             |
| 11 | Mario Amato                         | 1994 – 1995     | São Paulo           |
| 12 | Fernando Bezerra                    | 1995 – 2002     | Rio Grande do Norte |
| 13 | Armando Monteiro                    | 2002 – 2010     | Pernambuco          |
| 14 | Robson Braga de Andrade             | 2010 – 2023     | Minas Gerais        |
| 15 | Ricardo Alban                       | 2023 – Presente | Bahia               |